# Дот-Лейк (Аляска)
Дот-Лейк (англ. Dot Lake) — переписна місцевість (CDP) в США, в окрузі Саутіст-Фейрбенкс штату Аляска. Населення — 21 особа (2020).

## Географія
Дот-Лейк розташований за координатами 63°35′47″ пн. ш. 144°17′1″ зх. д. / 63.59639° пн. ш. 144.28361° зх. д. (63.596487, -144.283619).  За даними Бюро перепису населення США в 2010 році переписна місцевість мала площу 766,09 км², з яких 763,95 км² — суходіл та 2,14 км² — водойми.

## Демографія
Згідно з переписом 2010 року, у переписній місцевості мешкало 13 осіб у 7 домогосподарствах у складі 3 родин. Густота населення становила 0 осіб/км².  Було 23 помешкання (0/км²).
Расовий склад населення:
| - 69,2 % — білих - 23,1 % — корінних американців |

До двох чи більше рас належало 7,7 %. Частка іспаномовних становила 0,0 % від усіх жителів.
За віковим діапазоном населення розподілялося таким чином: 23,1 % — особи молодші 18 років, 76,9 % — особи у віці 18—64 років, 0,0 % — особи у віці 65 років та старші. Медіана віку мешканця становила 48,5 року. На 100 осіб жіночої статі у переписній місцевості припадало 225,0 чоловіків;  на 100 жінок у віці від 18 років та старших — 233,3 чоловіків також старших 18 років.
Цивільне працевлаштоване населення становило 0 осіб. 